# Giddings, Texas
Giddings är administrativ huvudort i Lee County i Texas. Enligt 2010 års folkräkning hade Giddings 4 881 invånare.